# Shūhei Ōtsuki
Shūhei Ōtsuki (jap. 大槻 周平 Ōtsuki Shūhei; ur. 26 maja 1989) – japoński piłkarz występujący na pozycji napastnika. 

## Kariera klubowa
Od 2012 roku występował w klubach Shonan Bellmare, Vissel Kobe, Montedio Yamagata, JEF Chiba i Renofa Yamaguchi FC.